# Dorfkirche Grebs

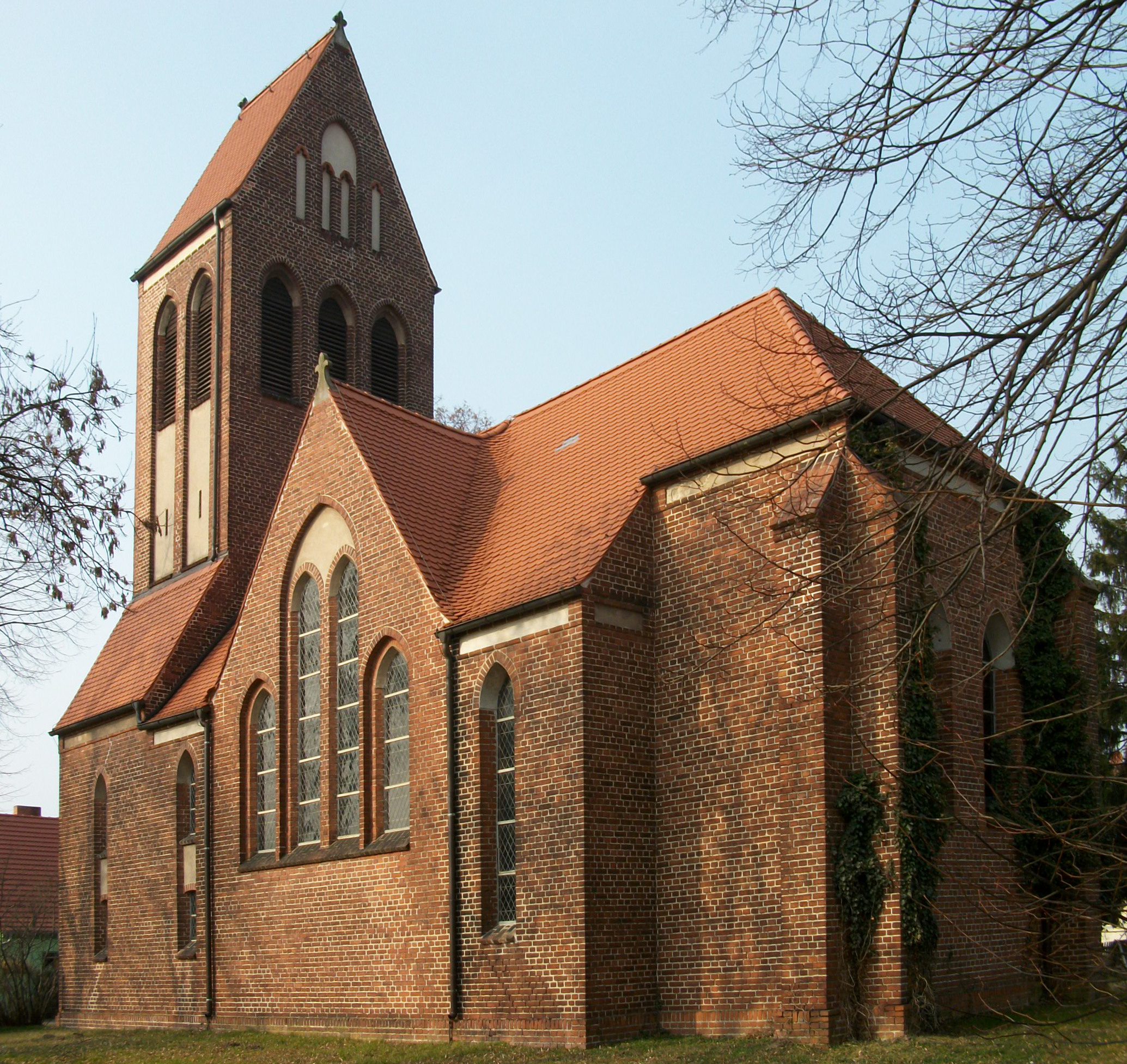
Dorfkirche Grebs

Die evangelische, denkmalgeschützte Dorfkirche Grebs steht in Grebs, einem Ortsteil der Gemeinde Kloster Lehnin im Landkreis Potsdam-Mittelmark von Brandenburg. Die Kirche gehört zum Pfarrbereich Netzen im Kirchenkreis Mittelmark-Brandenburg der Evangelischen Kirche Berlin-Brandenburg-schlesische Oberlausitz.

## Beschreibung
Die neugotische Saalkirche wurde 1903/04 nach den Vorgaben von Ludwig von Tiedemann an Stelle einer abgebrochenen Fachwerkkirche von 1720 errichtet. Sie besteht aus einem Langhaus, dessen Langseiten durch je einen großen Giebel in der Art eines Querhauses gegliedert ist, einem eingezogenen, gerade geschlossenen Chor im Osten, dessen Ecken von Strebepfeilern gestützt werden, und einem Kirchturm im Westen, der mittels spitzbogiger Blenden vertikal betont und mit einem Satteldach bedeckt ist. Sein oberstes Geschoss beherbergt den Glockenstuhl, in dem eine 1594 von Heinrich Borstelmann gegossene Kirchenglocke hängt.
Im Vestibül des Kirchturms befindet sich die Treppe zu den Emporen und zum Aufgang in den oberen Geschossen. Die Decke des Innenraums besteht aus einer mit Holzbrettern verkleideten, sichtbar belassenen Dachkonstruktion. Die bauzeitliche Kirchenausstattung, wie die Kanzel von 1904, ist bis auf den Altar weitgehend erhalten. Der mit einem Kreuzrippengewölbe überspannte Chor ist durch einen spitzbogigen Chorbogen und zwei Stufen vom Langhaus getrennt. Die Glasmalereien der zwei Fenster im Chor entwarf Günter Grohs. Die Orgel mit sechs Registern auf einem Manual und Pedal wurde 1904 als Opus 22 von Alexander Schuke Potsdam Orgelbau errichtet.